# Prosper Jolyot de Crébillon
Prosper Jolyot de Crébillon (Digione, 13 gennaio 1674 – Parigi, 17 giugno 1762) è stato un poeta e drammaturgo francese.
È chiamato anche Crébillon padre per distinguerlo da suo figlio Claude-Prosper Jolyot de Crébillon, anch'egli scrittore.

## Biografia
Prosper Jolyot nacque il 13 gennaio 1674 a Digione, figlio primogenito di Melchior Jolyot - cancelliere capo della Chambre des comptes di Borgogna e Bresse e notaio reale - e di Henriette Gagnard, figlia di un importante militare. Fu battezzato il 16 gennaio. Dopo Prosper nacquero Melchior, Louis, Pierre e Jeanne. Apparteneva alla nobile famiglia francese dei signori di Crais-Billon, frazione di Brochon, donde il soprannome "Crébillon".
Ricevette la propria educazione dapprima al Collège des Godrans di Digione, poi a Pontlevoy e quindi al Collège Mazarin di Parigi, intraprendendo in seguito studi di diritto - a Besançon e Parigi - secondo il volere del padre e divenendo avvocato.
Entrò nello studio di Louis Prieur per diventare cancelliere. Amante delle lettere, Prieur spinse il giovane a intraprendere la carriera letteraria, che Crébillon avviò con la stesura di canzoni e poesie di argomento scherzoso.
Incassato nel 1705 il rifiuto, da parte della Comédie-Française, di rappresentare La Mort des enfants des Brutus, Crébillon esordì sulle scene il 29 dicembre con la tragedia Idomenée, pubblicata l'anno successivo con dedica a Luigi III di Borbone-Condé.
Il buon successo ottenuto al debutto trovò conferma con l'Atrée et Thyeste, la cui prima rappresentazione risale al 14 marzo 1707, e con l'Electre, messa in scena a partire dal 14 dicembre 1708. L'anno seguente, le due tragedie furono date alle stampe per i tipi di Pierre Ribou.
L'opera coronata da maggior fortuna presso il pubblico e presso la critica, e cui il nome di Crébillon è rimasto prevalentemente legato, risale al 1711. Si tratta di Rhadamisthe et Zénobie, rappresentata per la prima volta il 23 gennaio alla Comédie-Française e seguita da 22 repliche.
Intanto, la vita privata di Crébillon aveva subito una svolta cui tennero dietro eventi luttuosi; il 31 gennaio 1707 sposò Marie-Charlote Péaget, madre dei suoi due figli Claude-Prosper (1707-1777) e Pierre (1709-1713). Dopo due anni di matrimonio il drammaturgo rimase vedovo, prima di perdere il secondogenito Pierre.
Costretto a provvedere da solo al sostentamento del figlio rimasto, il tragediografo visse un periodo di stenti, acuiti dalle delusioni teatrali cui andarono incontro le sue opere successive. Il Serse, infatti, fu ritirato dalle scene da Crébillon dopo la fallimentare première, datata 7 febbraio 1714. Grazie all'aiuto dei fratelli Pâris - che più avanti si faranno carico della pensione di Claude-Prosper -, l'anno seguente il poeta ricevette una carica presso la Cour des aides di Parigi.
Destinato ad essere protetto da Madame de Pompadour nell'ultima parte della sua carriera teatrale, fu autore di nove tragedie: Idomeneo (1705), Atreo e Tieste (1707), Elettra (1708), Radamisto e Zenobia (1711, ritenuto il suo capolavoro), Serse (1714), Semiramide (1717), Pirro (1726), Catilina (1748) e Triumvirat (1754).
La sua produzione tragica ne fa la figura di transizione tra il classicismo di Pierre Corneille e di Jean Racine e il teatro settecentesco: Jean d'Alembert vide in lui il precursore di un nuovo modo di espressione artistica, mentre i suoi contemporanei vollero contrapporlo a Voltaire. Derivò il gusto truculento da Seneca, visto il suo concepimento del dramma come "un'azione funesta" e la sua tendenza ad "indurre pietà attraverso il terrore".
Morì nel 1762 e oggi riposa nel vecchio Cimitero di Saint-Gervais.